# شاهرو (أيسين)
شاهرو (بالفارسية: شهرو) هي قرية تقع في إيران في قسم أيسين الريفي. يقدر عدد سكانها بـ 208 نسمة .